# Horní Těšice
Horní Těšice jsou obec v okrese Přerov v Olomouckém kraji, vzdálená asi 7 km jihovýchodním směrem od Hranic. Žije zde 149 obyvatel.

## Historie
Rok založení vesnice historické prameny neuvádějí, rovněž první písemná zmínka je poněkud problematická. Těšice jsou jako Cesici zmíněny v listitě biskupa Jindřicha Zdíka, není však jasné, jestli listina pochází z roku 1131, 1141, 1136, event. i z jiných let. Z hlediska vlastnictví majetku v obci ze strany Oty Černého se jeví, že zřejmě existovaly nejpozději roku 1125.

## Geografie
Obec se rozkládá v nadmořské výšce od 320 do 360 m n. m. a to v geomorfologickém celku zvaném Podbeskydská pahorkatina, která je součástí oblasti Západobeskydské podhůří. Průměrná roční teplota se v obci pohybuje okolo 8 °C a průměrné srážkové úhrny kolem 670 mm za rok. Pedogeografickým pohledem je obec obklopena dvěma typy půdy, totiž hnědou půdou (jílovce, břidlice a pískovce) a oglejenou půdou (svahové sedimenty). Katastrální území má rozlohu 3,2 km² (321 ha).
Zajímavostí v okolí je přírodní památka Těšice, kde se vyskytuje chráněný Upolín evropský.

## Galerie

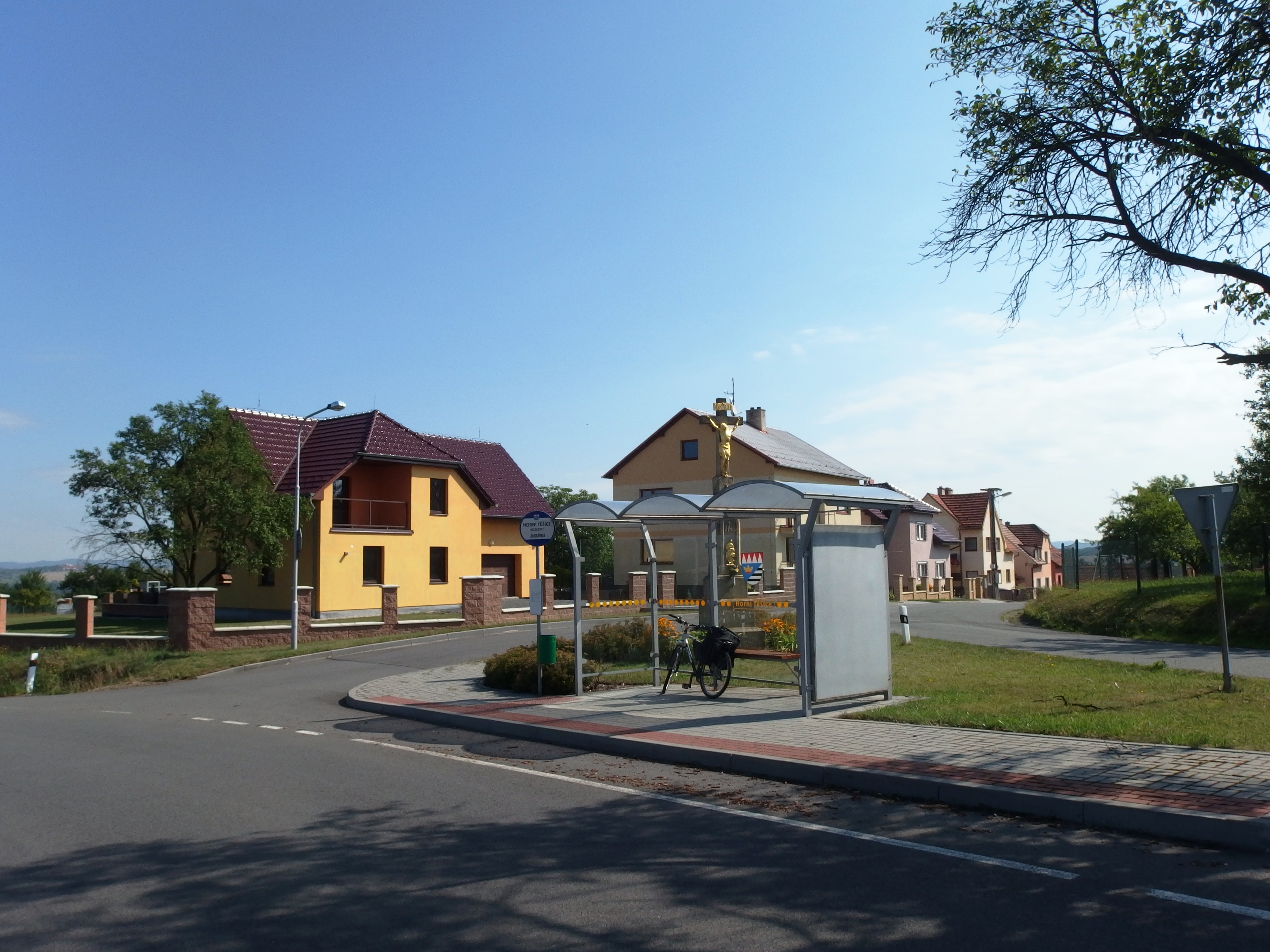
Autobusová zastávka při hlavní silnici z Kelče do Hranic, vpravo klidnější obytná část obce
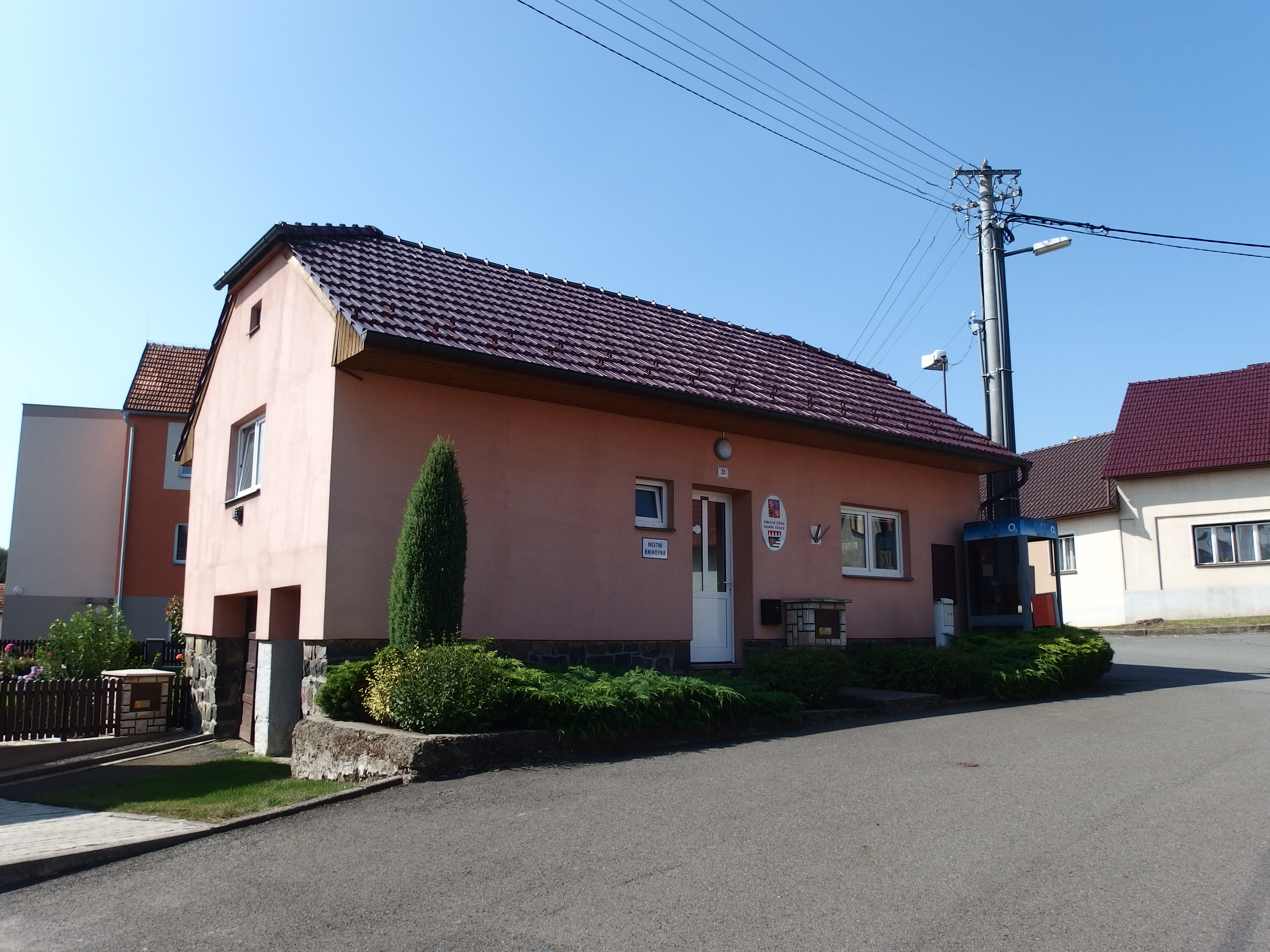
Obecní úřad
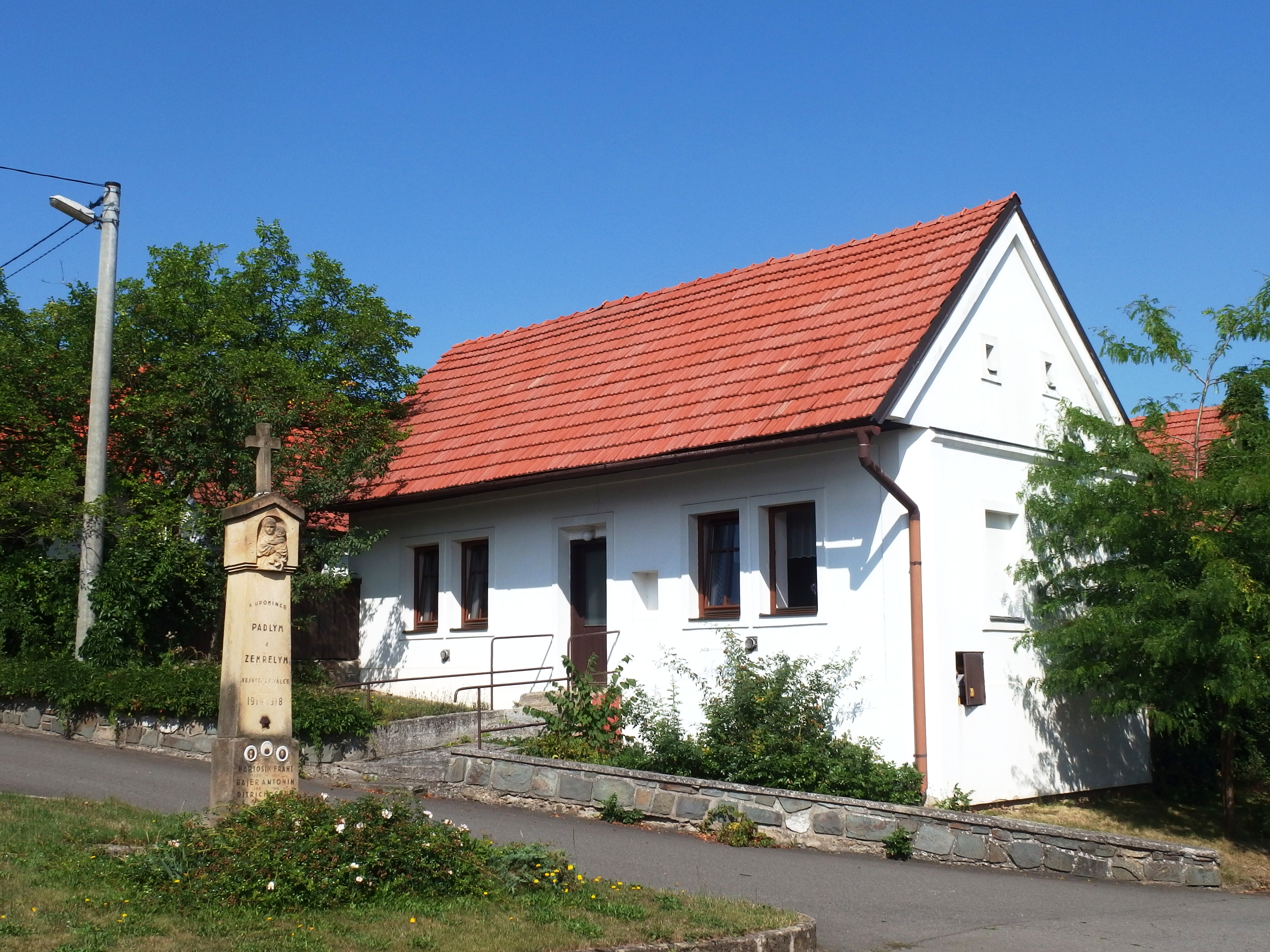
Pomník obětem první světové války
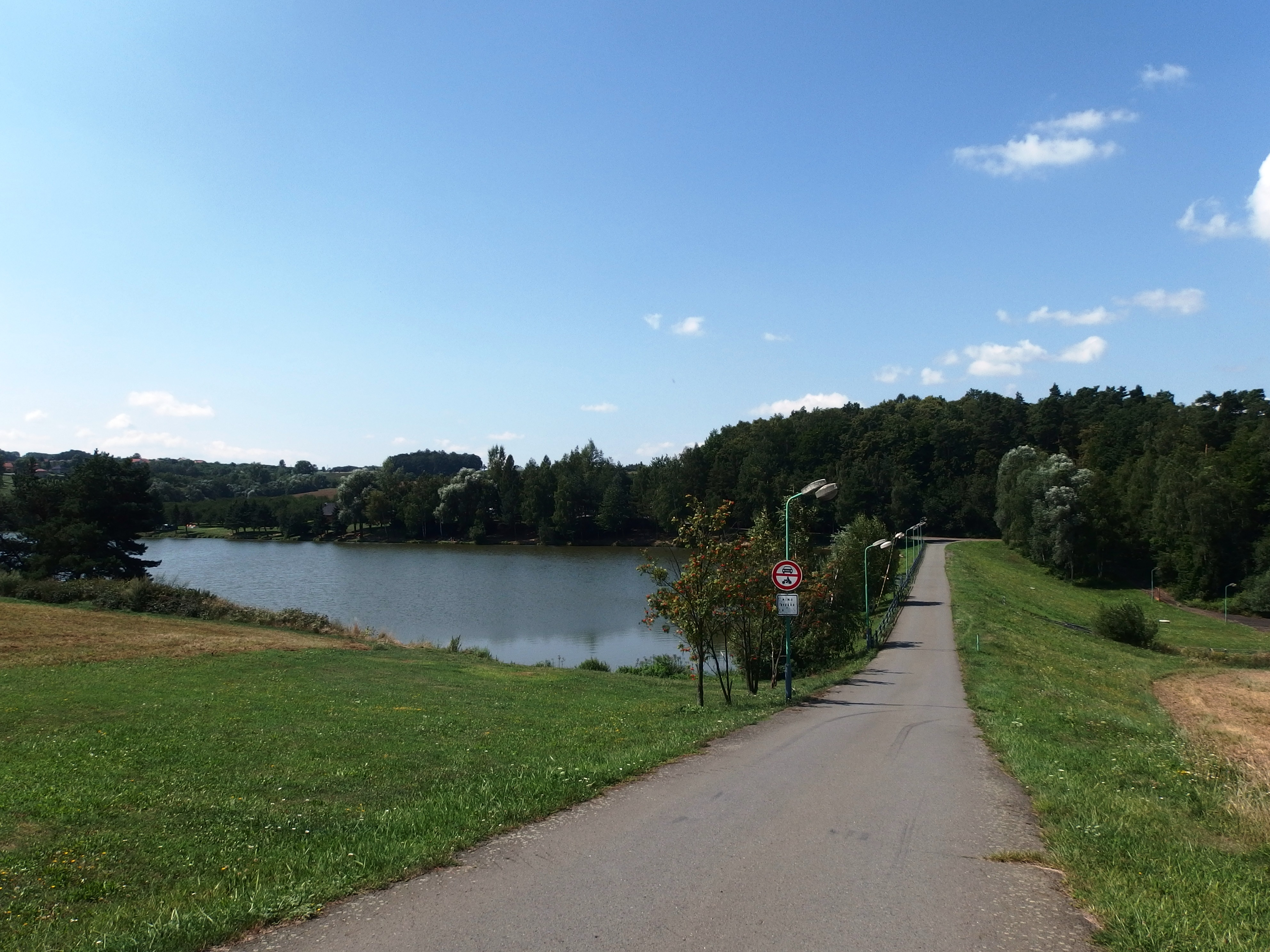
Přehrada na Nihlovském potoce, 1 km severně od obce